# Höch Turm
Der Höch Turm, auch Höchturm genannt, ist ein 2666 m ü. M. hoher Berg in den Schwyzer Alpen im Schweizer Kanton Schwyz.

## Lage und Umgebung

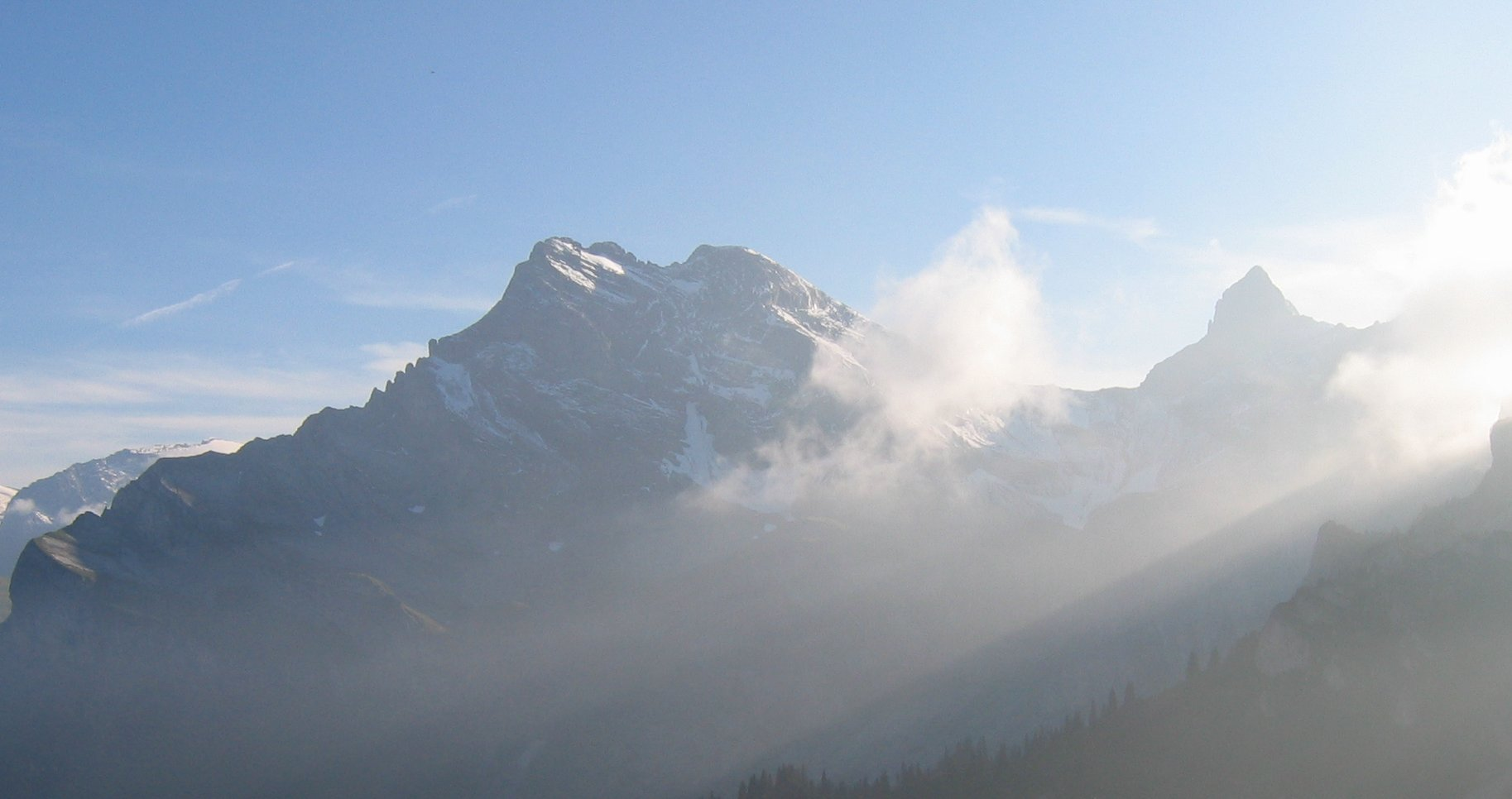
Ortstock (links) und Höch Turm (rechts)

Der Höch Turm liegt im südlichen Teil des Kantons Schwyz in der Gemeinde Muotathal. Er ist der höchste Berg einer Bergkette, die die Glattalp mit dem Glattalpsee (1853 m ü. M.) von der Charetalp trennt. Der nächsthöhere Berg ist der 2717 m ü. M. hohe Ortstock, der etwa 1 km südöstlich liegt. Ortstock und Höch Turm sind durch den 2395 m ü. M. hohen Pass Furggele getrennt, der die Glattalp mit dem Tal der Linth verbindet.

## Routen zum Gipfel

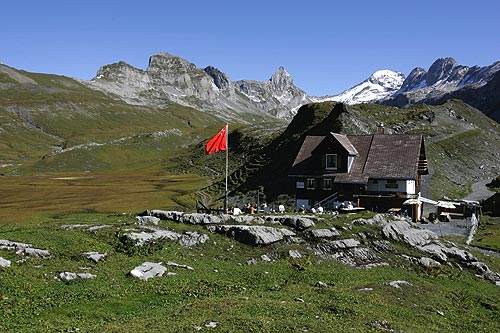
Glattalphütte mit Höch Turm im Hintergrund

Von der Glattalphütte (1896 m ü. M.) führt eine alpine Wanderung im Schwierigkeitsgrad T6 auf der SAC-Wanderskala in vier bis fünf Stunden über den Westgrat auf den Gipfel des Höch Turm. Ebenfalls in fünf Stunden ist eine Besteigung vom Ortstockhaus (1772 m ü. M.) aus möglich. Daneben sind auch Klettertouren möglich.